# Вујадин Станојковић
Вујадин Станојковић (Речица, 10. септембар 1963) је бивши југословенски, македонски и српски фудбалер, и садашњи фудбалски тренер.

## Каријера

### Играчка каријера
Станојковић је почео каријеру у клубу Куманово, потом прелази у Вардар, за који наступа од 1986. до 1989. године и стиче статус легенде клуба. Од 1989. до 1993. је наступао за Партизан, да би прешао у шведски Дегерфорс за који игра до 1996. године. Каријеру завршава у Трелеборгу за који је наступао до 1998. године.
За репрезентацију Југославије је наступао на Олимпијским играма 1988. у Сеулу, Јужна Кореја, и Светском првенству 1990. године у Италији.

### Тренерска каријера
Након завршетка играчке каријере, Станојковић је обављао функцију директора у клубу Македонија Ђорче Петров, да би од 2004. до 2005. био тренер Вардара. После је био асистент селектору репрезентације БЈР Македоније, Сречку Катанецу, од 2006. до 2009. године. У 2014. години је био селектор младе репрезентације БЈР Македоније, а затим је постао селектор кадетске репрезентације БЈР Македоније.